# A967 road
Die A967 road ist eine A-Straße auf der schottischen Orkneyinsel Mainland.

## Verlauf
Die Straße zweigt nördlich von Stromness von der A965 (Kirkwall–Stromness) ab. Sie führt in nördlicher Richtung entlang des Westufers von Loch of Stenness und Loch of Harray. Es kreuzen die B-Straßen B9056, B9055 und in Sandwick die B9057. In Twatt mündet die A986 (Finstown–Twatt) ein. Vorbei am Loch of Boardhouse und dem Menhir Stane o’ Quoybune endet die A967 am Endpunkt der A966 in Birsay, im Nordwesten von Mainland unweit der Burgruine Earl’s Palace.